# Lucije Kalpurnije Pizon Cezonin
Lucije Kalpurnije Pizon Cezonin (lat. Lucius Calpurnius Piso Caesoninus) bio je državnik u antičkom Rimu i punac Julija Cezara preko svoje kćeri Kalpurnije Pizonis (Calpurnia Pisonis). Imao je i sina Lucija Kalpurnija Pizona poznatog kao "Pontifeks". 
Godine 58. pr. Kr. za vrijeme svoje konzulske službe zajedno je sa svojim kolegom Aulom Gabinijem (Aulus Gabinius) sklopio ugovor s Publijem Klodijem (Publius Clodius) kako bi uklonili Marka Tulija Cicerona. Pizonova nagrada bila je provincija Makedonija kojom je upravljao od 57. pr. Kr. do početka 55. pr. Kr. kada je opozvan s tog položaja. Pizonov opoziv bio je možda posljedica Ciceronova nasilnog napada u Senatu tijekom njegova govora De provinciis consularibus (O provincijskim konzulima).
Cezar spominje svoga punca u svojim Galskim komentarima. Pizonovog djeda, također nazvanog L. Kalpurnije Pizon, ubili su isti Gali koje je Cezar kasnije pokorio.
Na svom povratku Pizon se obratio Senatu braneći se, ali mu je Ciceron odgovorio s grubim i pretjeranim vrijeđanjem poznatim kao In Pisonem (Protiv Pizona). Pizon je objavio pamflet na način ponovnog pomirenja, dovršivši ovu raspravu. Ciceron je možda bilo strah izvesti punca Julija Cezara pred sud. Pri izbijanju građanskog rata Pizon je ponudio svoje usluge kao posrednik. Ipak, kada je Cezar umarširao u Rim, napustio je grad protestirajući. Pizon nije otvoreno zagovarao Gneja Pompeja Velikog, već je ostao neutralan, pa nije izgubio Cezarovo poštovanje.
Nakon Cezarova ubojstva Pizon je inzistirao na strogom provođenju Cezarovih odredaba, sukobivši se u jednom trenutku s Markom Antonijem. Naposljetku, postao je jedan od Antonijevih pristaša, te se spominje kako je sudjelovao u poslanstvu k Antonijevom kampu kod Mutine, s ciljem stvaranja ponovne pomirbe s Oktavijanom.
Vjeruje se da je bio vlasnik 'Vile papirusa' kod Herkulaneuma.
Maksima fiat justitia, ruat coelum ("Nek bude pravda, makar se nebo srušilo"), koju je upotrijebio Lord Mansfield u slučaju Jamesa Somersetta i Ferdinand Habsburški, pripisuje se Pizonu.

## Više informacija
- Antički Rim
- De provinciis consularibus
- Fiat justitia ruat caelum
- Julije Cezar
- In Pisonem
- Marko Antonije
- Vila papirusa